# 马塔村
马塔村是葡萄牙波塔莱格雷区的一个堂区。总面积37.25平方公里，总人口482人，人口密度12.9人/平方公里。